# Senidah
Senidah, właściwie Senida Hajdarpašić (ur. 9 kwietnia 1985 w Lublanie) – słoweńska piosenkarka i autorka tekstów. Przez media nazywana jest bałkańską diwą trapu.

## Życiorys
Senida Hajdarpašić urodziła się 9 kwietnia 1985 w Lublanie, w rodzinie pochodzącej z Czarnogóry.
Karierę muzyczną rozpoczęła w 2010 od wydania singla „Pustinjom”. Wkrótce dołączyła do zespołu MUFF, z którym w 2012 nagrała singiel „Naj sije v očeh”, który stał się hitem roku w Słowenii. W 2014 wraz z zespołem zajęła 2. miejsce w słoweńskich preselekcjach do Konkursu Piosenki Eurowizji z utworem „Let Me Be (Myself)”.
W 2018 rozpoczęła współpracę z belgradzką wytwórnią Bassivity Music i wydała pierwszy trapowy singel w języku serbskim zatytułowany „Slađana”. Utwór szybko stał się popularny na Bałkanach. Kolejnym singlem nagranym przez Słowenkę było „Belo”. Jesienią tego samego roku wraz Cobym wydała utwór „4 strane sveta”, który został stworzony na potrzeby ścieżki dźwiękowej do filmu Južni vetar.
W styczniu 2019 podczas gali rozdania nagród Music Awards Ceremony 2019 zwyciężyła w kategorii hip-hopowa / rapowa piosenka roku za utwór „Slađana”. 25 marca Senidah wydała swój debiutancki solowy album studyjny Bez tebe, który został nagrany w całości po serbsku. W kwietniu wydała singel „Mišići”. Zarówno utwór, jak i choreografia z teledysku stały się szybko popularne na Bałkanach. Podczas trasy koncertowej promującej debiutancki album wystąpiła m.in. na festiwalach Exit w Petrovaradinie i Sea Dance w Buljaricy.
W sierpniu został wydany „Kamikaza”, wspólny singel Senidy, Jali Brata i Buby Corellego, który znalazł się na 42. miejscu austriackiej listy przebojów. We wrześniu nagrała utwór „100%” we współpracy z austriackim raperem RAF Camora, który wykonał zwrotkę w języku niemieckim. Był on notowany w czołówce list przebojów w Austrii (3.), Szwajcarii (6.) i Niemczech (28.). Jest to pierwszy w historii utwór w języku serbsko-chorwackim, który to osiągnął.
W 2019 wyraziła chęć reprezentowania Słowenii w Eurowizji 2020, do czego ostatecznie nie doszło.
Podczas gali Music Awards Ceremony 2020 odebrała nagrodę w kategoriach utwór trapowy roku za utwór „Mišići” oraz złotą nagrodę MAC za autentyczność. Była także nominowana w kategoriach alternatywna popowa piosenka roku za utwór „Crno srce” i teledysk roku za teledysk do utworu „Mišići”. Na początku marca 2020 Senidah wydała singel „Samo uživaj”.

## Dyskografia

### Single
Solowe
- Pustinjom (2010)
- 100% (z Rafem Camorą, 2019)
- 202 (2019)
- Mišići (2019)
- Sve Bih (z Atlas Erotika, 2019)
- Ride (2019)
- Samo Uživaj (2020)
- Ko Je (2020)
- Piješ (2020)
- Viva Mahalla (2020)

### Albumy
Solowe
- Bez tebe (2019)

Z zespołem Muff
- Muff (2014)
- Unity (EP) (2018)